# Dorzyn

Dorzyn, wersja podstawowa

Dorzyn (Darzyn, Darsen, Darsen-Ciemiński, Daisen, Dorzyński, Lew odmienny) – kaszubski herb szlachecki, według Przemysława Pragerta odmiana herbu Lew.

## Opis herbu
Herb występował w co najmniej trzech wariantach. Opisy z wykorzystaniem zasad blazonowania, zaproponowanych przez Alfreda Znamierowskiego:
Dorzyn I (Darzyn I, Darsen, Darsen-Ciemiński, Daisen, Dorzyn, Dorzyński, Lew odmienny): Na tarczy dzielonej w skos lewy, w polu górnym, czerwonym, pół lwa wspiętego, pole dolne zielone. Klejnot: księżyc złoty z twarzą (oko w lewo), nad nim trzy gwiazdy (po jednej na rogach, jedna niżej pośrodku). Labry: czerwono-zielone, podbite złotem.
Dorzyn Ia (Darzyn Ia, Dorzyn, Darsen): W klejnocie księżyc bez twarzy, nad którym trzy gwiazdy w słup.
Dorzyn Ib (Darzyn Ib, Darsen, Daisen): Lew jest cały, na obu polach, klejnot nad hełmem bez korony, księżyc srebrny, gwiazda środkowa wyżej niż skrajne. Labry zielone, podbite srebrem.

## Najwcześniejsze wzmianki
Wariant I pojawia się na mapie Pomorza Lubinusa z 1618. Wymieniają go herbarze Pommersches Wappenbuch Bagmihla (warianty I i Ib). Wariant I pojawia się też w Nowym Siebmacherze. Herb wymieniany przez Ostrowskiego (warianty I i Ia, bez labrów).

## Rodzina Dorzyn
Drobna rodzina szlachecka z ziemi lęborskiej i bytowskiej. Nazwisko wzięła od starosłowiańskiego słowa, którego współczesny odpowiednik to dziarski. Pierwsza wzmianka z 1559 (Greger Dorse, Bartos i Peter Dorisch, Matzke Dorsigk, Jürgen Dorsick). Kolejne wzmianki z 1576 (Dorsik), 1603 (Matz Darseke, Hans Darsick), 1607 (Martin i Simon Darseken, Hans Darsick), 1621 (Michell Darsketens). Brak tego nazwiska w kolejnych spisach szlachty z lat 1658, 1688, ale występuje ono jako przydomek, albo drugi człon nazwiska Ciemiński, Studziński i Rekowski. W latach 1751 i 1752 wymieniani są Darzyn-Ciemińscy. Samo Darzyn, pisane jako Darsen, notuje się od XVI wieku. Wzmianki pochodzą z lat 1568 (Peter, George von Darsen), 1575, 1601, 1605, 1608, 1618, 1621 (von Darsen), 1658 (Jakob, Lorenz, Bartollo Darsen, zapisane w domukencie verstehen nur polnisch - rozumieją tylko polski). Wedle Ledebura rodzina posiadała dobra jeszcze w 1701, chociaż spis w 1688 ich nie wymienia.

## Herbowni
Darzyn (Daisen, Darseck, Darseke, Darseketens, Darsen, Darsick, Dariscke, Darssen, Darzek, Darzen, Darzyk, Dażen, Dorse, Dorich, Dorsick, Dorsigk, Dorzik, Dorzin, Dorzyn, Dorzyński, błędnie Darzyński). Rodzina używała też przydomków Ciemiński, Studziński i Rekowski.
Darzynowie-Ciemińscy mieli używać herbu Ciemiński III. Zwraca uwagę fakt, że godło tego herbu jest klejnotem herbu Dorzyn Ia.